# Barbara Askins
Barbara S. Askins (nacida en 1939) es una química estadounidense. Es conocida por inventar un método para mejorar negativos fotográficos subexpuestos. Este método ha sido utilizado por la NASA y la industria médica, y le ha valido el título de National Inventor of the Year en 1978.

## Biografía
Barbara Askins (apellido de nacimiento Scott) nació en Belfast (Tennessee), en 1939. Fue maestra, pero regresó a los estudios para desarrollar una carrera científica luego de tener un hijo y una hija. Obtuvo un título de Bachelor of Science y una Maestría en la Universidad de Alabama en Huntsville. Se unió al Centro Marshall de Vuelos Espaciales de la NASA en 1975.

## Carrera como investigadora
Askins es una química que trabajó para el Centro Marshall de vuelos espaciales de la NASA, y es conocida por inventar un proceso en el que "imágenes en una emulsión fotográfica revelada pueden hacerse significativamente más intensas sometiendo la imagen a radiactividad y exponiendo una segunda emulsión a esta radiación." La impresión resultante, conocida como autoradiofotografía, reproduce la imagen con un incremento significativo en densidad y contraste. Su innovador método mejora emulsiones subexpuestas e incrementa los límites de la detección fotográfica. En resumen, hace visible lo invisible en fotografías que de otra manera serían inútiles. Esto es muy útil para numerosas aplicaciones, incluyendo la interpretación de información en imágenes subexpuestas del espacio exterior, como las que intentan resaltar la geología de cuerpos celestes en nuestro sistema solar.
El invento de Askins también implicó avances significativos en el campo de la tecnología médica. En particular, el método de Askins promovió mejoras en el revelado de imágenes obtenidas por rayos X. Imágenes médicas que estaban un 96% subexpuestas se tornaron legibles, esto significó que los doctores pudieron bajar dramáticamente el nivel de exposición a rayos X al que sometían a sus pacientes. Este proceso también fue utilizado más tarde en la restauración de fotografías antiguas. Askins patentó su invento en (Número de patente en Estados Unidos 4,101,780), y la NASA lo empleó extensamente en investigación y desarrollo.

## Premios y reconocimientos
En 1978, la Asociación para el Avance de los Inventos e Innovaciones nombró a Askins la Inventora Nacional del Año. Fue la primera mujer en obtener esta distinción de forma individual.
Askins es miembro de la American Chemical Society, de Sigma Xi, de la Asociación Estadounidense para el Avance de la Ciencia y de la World Future Society.